# 費爾維尤 (愛達荷州鮑爾縣)
費爾維尤（英語：Fairview）是位於美國愛達荷州鮑爾縣的一個非建制地區。該地的面積和人口皆未知。

## 地理
費爾維尤的座標為42°51′01″N 112°52′10″W / 42.85028°N 112.86944°W，而該地的平均海拔高度為1339米（即4393英尺）。